# Chaos Mon Amour
Chaos Mon Amour ist eine Kölner Band, welche die Genres Wave, Independent-Pop und Rock mit Elementen der elektronischen und klassischen Musik vereint.

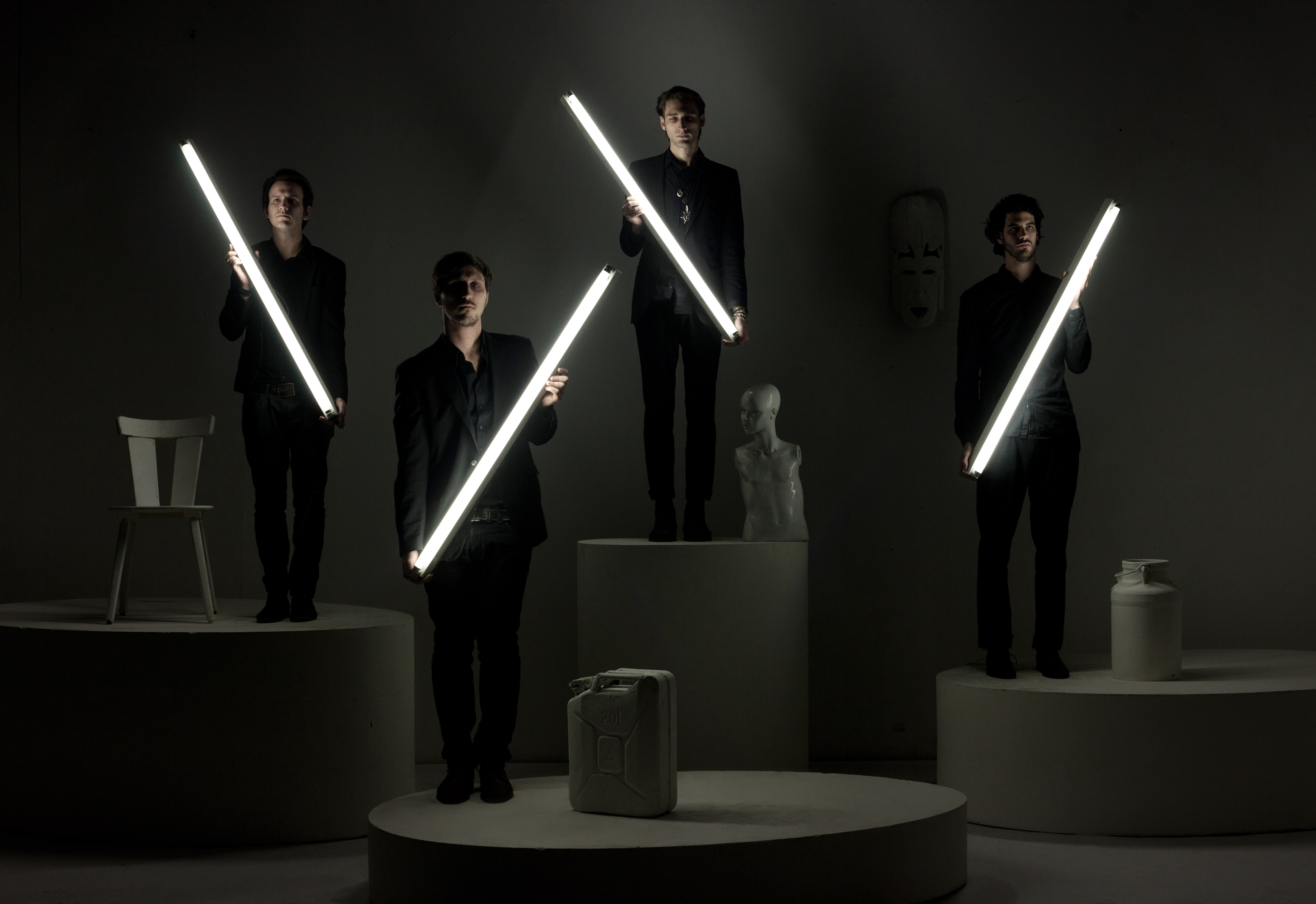
V.l.n.r: Johannes Hartmann, Kay Rosenbach, Michael Sell, Raphael Hansen. Foto: Stefan Braunbarth

## Geschichte
Chaos Mon Amour wurde 2010 vom Gitarristen und Frontmann Michael Sell und dem Multiinstrumentalisten Johannes Hartmann (Schlagzeug, Cello und Piano) gegründet. Später kamen der Bassist Kay Rosenbach und der Gitarrist und Sänger Raphael Hansen hinzu.
In Köln bekannt geworden durch zahlreiche Auftritte in Clubs und auf Partyreihen hat sich die Band auch überregional unter anderem durch eine Straßenmusik-Tour und diverse Club-Konzerte sowie Support-Gigs für größere Bands wie Bella Donna (Italien), Torche (USA) und den Blur-Gitarristen Graham Coxon (Großbritannien) einen Namen machen können.
Im Februar 2012 wurde das Debütalbum Dead End Paradise auf dem Kölner Label Carioca Music über den Vertrieb Intergroove veröffentlicht.
Bisherige Veröffentlichungen finden sich zum Beispiel auf dem bandeigenen YouTube-Channel, so auch die Singles Moshpit, Dead End Paradise und Lost Pieces of Youth sowie Live-Mitschnitte und Studio-Sessions.
Das Internetportal Tonspion ließ bezüglich des Debütalbums verlauten: Chaos Mon Amour „schicken den Hörer von einem klanglichen Extrem ins nächste“ und „klingen dabei mal pathetisch und epochal wie Muse, mal experimentell und melancholisch wie Radiohead und mal düster wie Interpol.“
Das Kölner Mensch-Magazin erwähnte lobend: „Sie bewegen sich [...] ausgesprochen dynamisch in einer Richtung die zwischen intensiv mitreißenden Stücken und düsteren Kompositionen oszilliert, ohne jedoch eine eingängig melodiöse Pop-Komponente vermissen zu lassen.“
Zur Veröffentlichung des zweiten Albums Breathe Out the Past hat die Band ein Projekt mit verschiedenen Video-Künstlern begonnen, bei dem nach und nach jedes der acht Lieder bebildert und auf dem eigenen YouTube-Channel gesondert veröffentlicht wird. Erste Resultate dieser Zusammenarbeit sind A Little Death to Dance, Psychosomnia und Hunting.

## Diskografie
- 2012: Dead End Paradise (Carioca Music / Intergroove)
- 2013: Breathe Out the Past (Carioca Music / Intergroove)